# Italia nororiental
La Italia nororiental es aquella parte del territorio de Italia que comprende las regiones de Emilia-Romaña, Friuli-Venecia Julia, Trentino-Alto Adigio y Véneto. También se la conoce como Italia del Noreste.

## Límites
La Italia nororiental limita con Austria por el norte, Eslovenia y el mar Adriático por el este. Al oeste con las regiones de Lombardía, Piamonte y Liguria que pertenecen a Italia noroccidental y al sur con las regiones de Toscana y Marcas en la Italia central.

## Generalidades

### Parlamento Europeo
La región de Italia nororiental corresponde a una circunscripción electoral del Parlamento Europeo, con derecho a 15 escaños, lo que considerando la población de la región corresponde a uno por cada 714 mil habitantes.